# 常理
常理（英语：Common sense 或 ），是指一般人所应具备的理解能力和判斷能力，並且能對日常事务進行合理和实际的判断。 亞里士多德認為，常理意味著人類懂得如何区分不同的事物。